# Le pouvoir appartient au peuple
Valta kuuluu kansalle (sigle VKK, en suédois : Makten tillhör folket, en français : Le pouvoir appartient au peuple) est un parti politique en Finlande.

## Histoire
Le VKK est fondé en juin 2021 et inscrit au registre des partis en septembre 2021.
Le parti a été fondé par Ano Turtiainen, un député venant des Vrais Finlandais.
Le VKK a collecté les 5 000 cartes de partisans nécessaires pour s'inscrire en tant que parti en une seule journée d'août 2021,,.
Avant son approbation et sa publication, le programme du parti a été lu par plusieurs personnalités, dont l'entrepreneur de grands magasins Juha Kärkkäinen.
Ilkka Tiainen, Jarno Vähäkainu et Suvi Ahonen sont membres de la direction du VKL..

## Positions politiques
Au début, le VKK se présentait comme un mouvement contre les mesures liées au coronavirus.
Il a un style chrétien revivaliste et le chef du parti Turtiainen parlait de la fin des temps.
Le VKK s'oppose à l'adhésion de la Finlande à l'OTAN et le parti a été qualifié de pro-russe dans les médias.
Le VKK se décrit comme un parti de centre droit qui promeut la démocratie directe. Les valeurs mises en avant par le parti sont la liberté d'expression, la liberté de propriété, l'égalité de dignité humaine, l'intégrité personnelle, la véritable démocratie, l'ouverture, l'honnêteté, l'équité et la bienveillance. VKK met l'accent sur le rôle du christianisme dans la naissance des sociétés occidentales et dans leurs valeurs. Politiquement, le parti a mis l'accent sur le conservatisme et les réformes audacieuses.
D'un autre côté, Kansan Uutiset, l'organe de presse de l'Alliance de gauche, classe le parti comme d'extrême droite. Il rejoint par le Keskipohjanmaa, selon qui les idées exprimées par le parti peuvent être décrites comme étant « radicales » et similaires à celles des partis d'extrême droite ou des partis populistes les plus radicaux.
En plus d'accroître la démocratie directe, les objectifs du VKK incluent la réforme du parlementarisme afin que chaque parti parlementaire fasse partie du gouvernement proportionnellement à son soutien, et qu'il n'y ait pas d'opposition. VKK promeut également un modèle d'Impôt à taux unique et d'augmenter le plafond exonéré de la taxe sur la valeur ajoutée des sociétés à 60 000 euros.
Le parti est fermement opposé à l'immigration. Par exemple, les présidents de Jyväskylä sont d’anciens influenceurs de l’Alliance nationaliste et au moins l’un d’entre eux était l’un des personnages principaux des Soldats d’Odin. Le programme du parti VKK s'oppose aux « échanges programmatiques de population qui menacent la paix sociale »,.
La croyance aux théories du complot est courante parmi les partisans du parti.
Selon Helsingin Sanomat, le parti est pro-russe, ce qui est « tout à fait exceptionnel sur la carte politique finlandaise des années 2020, et en général rare depuis les années militantes les plus intenses des années 1970 ». Plusieurs dirigeants de partis tels que Turtiainen et Hirvisaari ont fait des déclarations pro-Russie et pro-Poutine.
Ano Turtiainen et le secrétaire du parti Marko Hiltunen estiment que des fraudes électorales ont eu lieu lors des Élections législatives finlandaises de 2023.
Selon leurs propres calculs, plus de 150 000 voix auraient été perdues lors de cette élection.
Ano Turtiainen estime que l'agence spatiale américaine NASA a calculé le résultat des élections.
Dans ses vidéos YouTube, Ano Turtiainen a présenté des vues dans lesquelles il rêve que la Russie occupe une partie de la Finlande, ce qui, selon Turtiainen, permettrait au VKK de revenir au Parlement.